# 圣施洗约翰座堂 (斯莱戈)
圣施洗约翰座堂（St John the Baptist Cathedral, Sligo）全名圣母玛利亚及圣施洗约翰座堂（Cathedral of St Mary the Virgin and St John the Baptist, Sligo）是爱尔兰教会的圣公会基尔莫尔、埃尔芬暨阿达教区的两座主教座堂之一（另一座是基尔莫尔座堂），位于爱尔兰斯莱戈。该堂建于18世纪中叶，由建筑师理查德·卡塞尔设计，采用了罗马式建筑的巴西利卡模式。